# Franz Schubert
Franz Peter Schubert, född 31 januari 1797 i Himmelpfortgrund, i dag en del av Wiens bezirk Alsergrund, död 19 november 1828 i Wien, var en österrikisk tonsättare.
Franz Schubert är ett av de mest välbekanta namnen i musikhistorien. Hans produktion under det korta liv han levde var enorm – över 1 000 verk – och mycket av musiken han skrev är skriven för mindre sammanhang, musikaliska salonger, och kräver inte konsertestrader eller operascener. Hans kammarmusik, pianomusik och sånger har framförts i hemmiljöer ända sedan de skrevs. Han var i hög grad en samtida tonsättare som använde texter av tidens stora poeter som Goethe, Friedrich Schiller, Heinrich Heine, Friedrich Rückert, med flera. Han umgicks flitigt i de intellektuella konstnärskretsarna i Wien, men var också välbekant med annan europeisk kultur och använde texter av bland andra Sir Walter Scott och Shakespeare. 
Musikaliskt företräder han en tradition fast förankrad i Haydns, Mozarts och Beethovens musik, men är också en stor förnyare i synnerhet inom lied-genren.

## Biografi

### Barndom

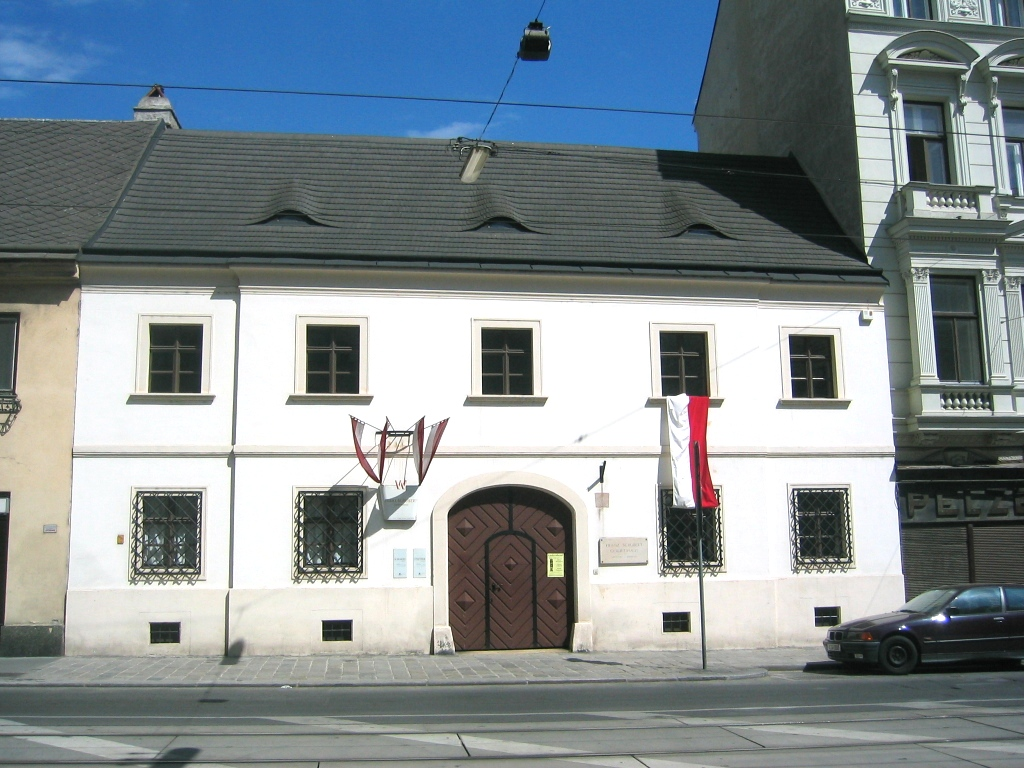
Schuberts födelsehus, idag på Nussdorfer Straße 54, i 9:e Bezirk (Alsergrund).

Franz Schubert föddes som det trettonde barnet i en syskonskara av sexton barn,
av vilka bara fem blev äldre än ett år. Schuberts far, Valter Franz Theodor kom från Neudorf i Mähren och var lärare i en församlingsskola. Hans mor Elisabeth Vietz föddes i Zuckmantel och var före sitt äktenskap kokerska i en familj i Wien. Vid fem års ålder fick han sin första undervisning av sin far och vid sex började han i skolan i Lichtental i Wien. Vid samma tid fick han sin första musikundervisning. Hans far lärde honom spela fiol och vid sju års ålder blev han elev i orgel hos Michael Holzer, som var kapellmästare i kyrkan i Lichtental. 
I oktober 1808 blev han antagen som körsångare i det kejserliga konviktet och hovkapellet. Här lärde han känna flera av dem som kom att bli mångåriga vänner: Joseph von Spaun, Albert Stadler och Anton Holzapfel. Förutom kompositionsundervisning av Wenzel Ruzicka och senare Antonio Salieri fick han i konviktet flera utmaningar. Han verkade inte bara som sångsolist utan spelade också andra violin i konviktorkestern och stiftade där bekantskap med Joseph Haydns och Wolfgang Amadeus Mozarts instrumentalmusik.
Snart visade sig hans begåvning för komponerande. En fantasi för fyrhändigt piano i G-dur är daterad 8 april–1 maj 1810. Året därpå följde en stråkkvartett, en fantasi i g-moll, sånger och andra stycken. På sön- och helgdagar ordnades i familjen regelbundet kvartettaftnar då hans far spelade cello, han själv viola och bröderna fiol.

### Ungdom
Även om hans prestationer i skolan till en början var goda så gick det med tiden sämre, framför allt i matematik och latin. Möjligheten att förlänga sin skolgång slog han ur hågen och återvände i oktober 1813 till föräldrahemmet. Vid denna tid komponerade han sin Symfoni nr. 1 i D-dur. Efter att ha vistats vid en lärarutbildning blev han i slutet av 1814 hjälplärare åt sin far, en befattning som han innehade knappt två år till slutet av 1817/början av 1818. Dessutom fick han ännu till 1816 undervisning av Salieri och komponerade flitigt. Hans första opera Des Teufels Lustschloß och hans Mässa nr. 1 F-dur (vars uruppförande den 25 september 1814 var det första offentliga framförandet av något av hans verk) tillkom båda 1814. Likaså flera stråkkvartetter, kortare instrumentalverk, första satsen till hans Symfoni nr. 2 i B-dur och mer än 20 romanser, däribland sådana mästerverk som Gretchen am Spinnrade och intressanta experiment som Der Taucher.
Ett stort antal verk komponerades 1815. Trots sitt arbete som lärare avslutade han två symfonier (nr. 2 B-dur, nr. 3 D-dur), två mässor (nr. 2 G-dur, nr. 3 B-dur), operorna Der vierjährige Posten, Fernando och Claudine von Villabella liksom två ytterligare ofullbordade. Därtill kom stråkkvartetten i g-moll, fyra sonater och ytterligare några verk för piano liksom ca 150 sånger, delvis av betydande längd, av vilka han ofta skrev flera om dagen. 
På grund av svårigheterna att kombinera lärararbetet med komponerandet gjorde Schubert flera försök att etablera sig som tonsättare, men förlagen avböjde att publicera hans verk. På våren 1816 ansökte han förgäves om tjänsten som kapellmästare i Laibach (nuvarande Ljubljana). Genom sin vän Spaun kom han i kontakt med Franz von Schober. På dennes uppmaning lämnade Schubert sin lärartjänst och bodde åtta månader i Schobers våning för att få mer tid att ägna sig åt att komponera. Bland kompositionerna från denna tid finns bara de båda symfonierna (nr. 4 c-moll (”Den tragiska”) och nr. 5 B-dur) och Mässa nr. 4 C-dur omnämnda.
Under hela den här tiden vidgades hans bekantskapskrets ständigt, bland annat med Moritz von Schwind. Diktaren Johann Mayrhofer, som han lärde känna i december 1814, skrev två libretton till honom. Schober sammanförde honom med barytonen Johann Michael Vogl som var en av de mest betydelsefulla sångarna vid Wiener Hofoper i Wien vid den här tiden. Han använde Schuberts sånger vid sina musikaliska salonger och de presenterades på så sätt för offentligheten. Pianisten Josef von Gahy spelade hans sonater och fantasier. Familjen Sonnleithner, i synnerhet äldste sonen Leopold von Sonnleithner, arrangerade till Schuberts ära från 1821 så kallade Schubertiader, en beteckning som idag fortfarande används i liknande sammanhang.  
Schubert hade ingen egentlig inkomst. Sin lärartjänst hade han sagt upp, inträden inbringade ingenting och förläggarna intresserade sig ännu inte för hans musik. För hans uppehälle måste till stor del hans vänner sörja. I ett så kallat Unsinnsgesellschaft (ungefär ’skämtsällskap’) för unga konstnärer, som han deltog i, fick han en nära relation till bröderna Kupelwieser, hans senare librettist Josef Kupelwieser och målaren Leopold Kupelwieser, som målat ett av de få autentiska porträtten av Schubert från den här tiden. Han porträtterades även av Wilhelm August Rieder (en akvarell från 1825) och Anton Depauly, vars porträtt från 1828 ursprungligen och egendomligt nog tillskrevs Josef Willibrord Mähler eller Franz Eybl.

### I Zelis
1818 engagerades han av den grevliga familjen Johann Esterházy som sång- och pianolärare (”Sing- und Klaviermeister”) på dess gods i Zelis i Ungern (idag slovakiska Želiezovce). Till sina elever där skrev han några stycken för fyrhändigt piano samt några sånger. Samma år skrev han sin Symfoni nr. 6 i C-dur.
Vid sin återkomst till Wien, senhösten 1818, kunde han inte längre bo hos Schober utan bodde nu i två år hos Johann Mayrhofer. Hans liv gick nu åter sin gilla gång; varje morgon komponerade han, åt klockan två, promenerade, och fortsatte komponerandet eller besökte vänner. Hans lärarbana var nu definitivt slut.
Hans första framträdande som liedkompositör hade han den 28 februari 1819 med Schäfers Klagelied. På sommaren samma år reste han med Vogl på semester till Oberösterreich och på hösten sände han tre av sina sånger till Goethe – utan känt resultat.

### I mogen ålder

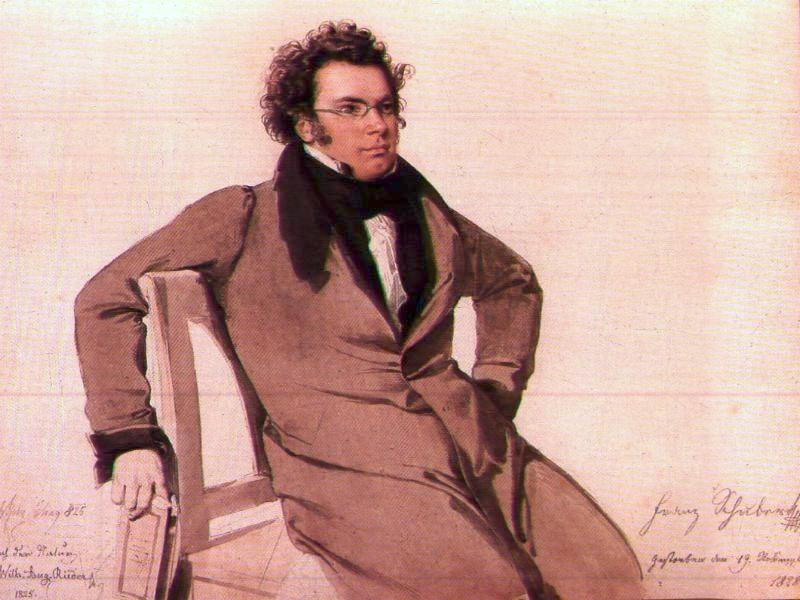
Wilhelm August Rieder: Akvarell av Franz Schubert, maj 1825, nedtill signerad av Rieder och Schubert.

De följande åren skrev Schubert allt mindre, men verken från 1820 visar på en utveckling av kompositionsstilen. I februari påbörjar han det ofullbordade oratoriet Lazarus och senare skriver han – vid sidan av mindre stycken – Psalm 23, Gesang der Geister, kvartettsatsen i c-moll och Wanderer-Fantasie.
För första gången uppfördes detta år två av Schuberts operor. På Theater am Kärntnertor, sångspelet i en akt, Die Zwillingsbrüder den 14 juni och Die Zauberharfe den 21 augusti på Theater an der Wien.
Fram till dess hade hans större kompositioner – med undantag för mässorna – inte nått utanför amatörorkestern i Gundelhof, som var efterträdare till kvartettaftnarna i Schuberts hem. Då båda operorna hade viss framgång kunde han nu se fram emot en större offentlighet. Men först sedan Vogl sjungit Erlkönig vid en offentlig konsert kunde förläggaren Anton Diabelli övertalas att ge ut några av hans verk mot kommission.
Vid uruppförandet av opus 1–7 och 10–12 tjänade han ca 800 floriner (konventionstaler). Som hjälplärare åt sin far hade han, utöver kost och logi, tjänat 80 floriner om året. Otto Erich Deutsch uppskattade Schuberts inkomster från åren mellan 1822 och 1828 till ca 7 000 floriner konventionsmynt.
Uppmuntrad av framgångarna försökte nu Schubert etablera sig som kompositör för scenen. Men förhoppningarna grusades. Varken Alfonso und Estrella – komponerad mellan september 1821 och februari 1822 – eller  Die Verschworenen till libretto av Ignaz Franz Castelli (april 1823) sattes upp av teatern. Fierrabras (hösten 1823) ströks efter första repetitionen. Musiken till Helmina von Chézys skådespel Rosamunda blev väl mottaget, men endast två föreställningar gavs.
Schuberts hälsa gav anledning till spekulationer. Förändringar i sinnesstämningen och problem med synen, i kombination med törst, kunde sättas i samband med diabetes. Många biografer kopplar detta till en då vanligt förekommande syfilisinfektion vars symptom redan då var välbekanta. En vistelse på sjukhus under hösten medförde visserligen förbättring, men redan nästa vår verkade sjukdomen ha påverkat honom psykiskt i hög grad. ”Ich fühle mich als den unglücklichsten, elendsten Menschen der Welt” skrev han till Kupelwieser (’Jag känner mig som världens mest eländiga och olyckliga människa.’).
Våren 1824 skrev han sin Oktett i F-dur. På sommaren var han ytterligare en gång i Zselíz. Från den tiden stammar Divertissement à l’Hongroise – tydligt Ungerninfluerat.
1822 skrev han Mässa nr. 5 Ass-dur och började på symfonin i h-moll, den som senare kom att kallas den ofullbordade. Hans sångcykel Die schöne Müllerin är från 1823 och variationerna över Trockne Blumen, samt två stråkkvartetter, i a-moll och d-moll (Der Tod und das Mädchen) från 1824.
Schubert företog ännu en resa till Oberösterreich och arbetade där med symfonin i C-dur och en pianosonat i a-moll. Han knöt också kontakter med sin vän målaren Moritz von Schwind.

### De sista åren

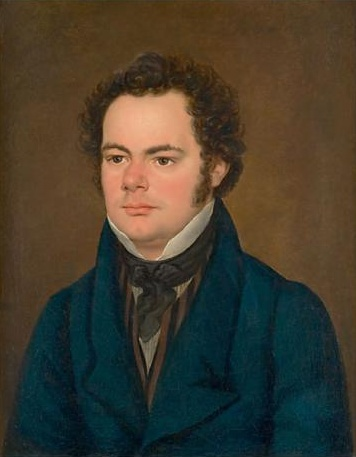
Franz Schubert, porträtterad 1827 (eller hösten 1828) av Anton Depauly (1798–1866).

Från 1826 till 1828 uppehöll sig Schubert, bortsett från ett kort besök i Graz, i Wien. Han sökte en tjänst som biträdande hovkapellmästare, en tjänst som gick till Joseph Weigl. 
Den slutgiltiga versionen av stråkkvartetten i d-moll med variationer över Der Tod und das Mädchen skrev han under vintern 1825–1826. 1826 följde så stråkkvartetten i G-dur, Rondeau brillant för piano och fiol, pianosonaten i G-Dur liksom Schuberts mest kända sakrala verk Deutsche Messe. Sångcykeln Winterreise skrev han 1827, liksom fantasin för piano och fiol och de båda pianotriorna i B-dur och Ess-dur. Mässa nr. 6 i Ess-dur tillkom 1828 och de sista tre pianosonaterna samt Schwanengesang. Vidare tillkom skisser på tre satser för en symfoni i D-dur.
Den 19 november 1828 avled Franz Schubert efter två veckor med kontinuerlig feber i en ålder av 31 år i sin broder Ferdinand Schuberts hus. Han gravsattes på Währinger Friedhof nära Beethovens grav. 1872 restes i Wiens stadspark en staty gjord av Carl Kundmann och 1888 flyttades hans kvarlevor till en ”hedersgrav” på Zentralfriedhof Wien.

## Eftermäle
I litteraturen framställs Schubert gärna som det missförstådda geniet, som skapade sina mästerverk oavsett vilken uppmärksamhet han fick. Sanningen är att Schubert med sina stora verk – exempelvis symfonierna – inte nådde någon framgång och att operorna inte resulterade i det efterlängtade genombrottet. En viktig anledning var att han själv inte sökte offentligheten. 
Asteroiden 3917 Franz Schubert är uppkallad efter honom.

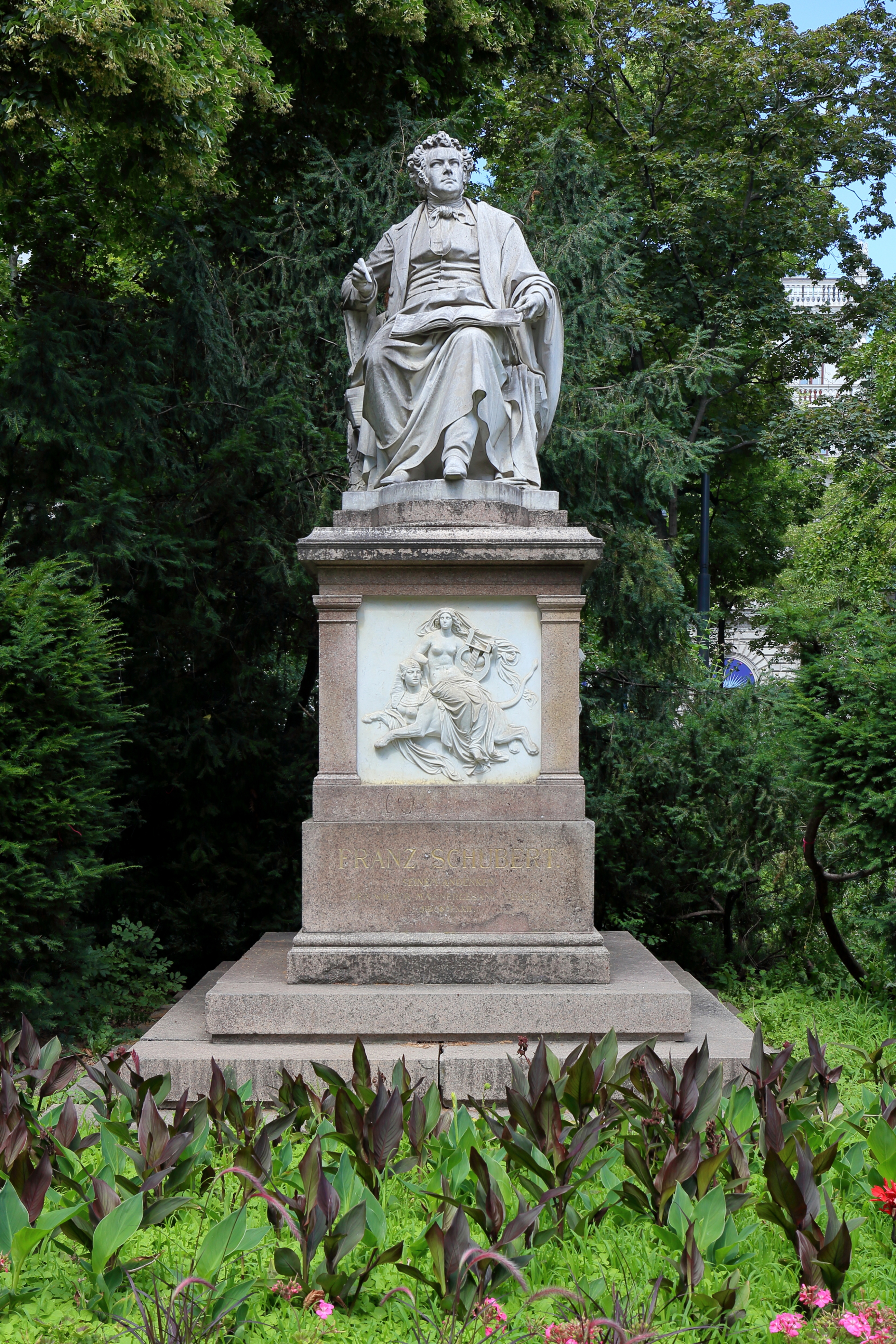
Schubertstay i Wiener Stadtpark.
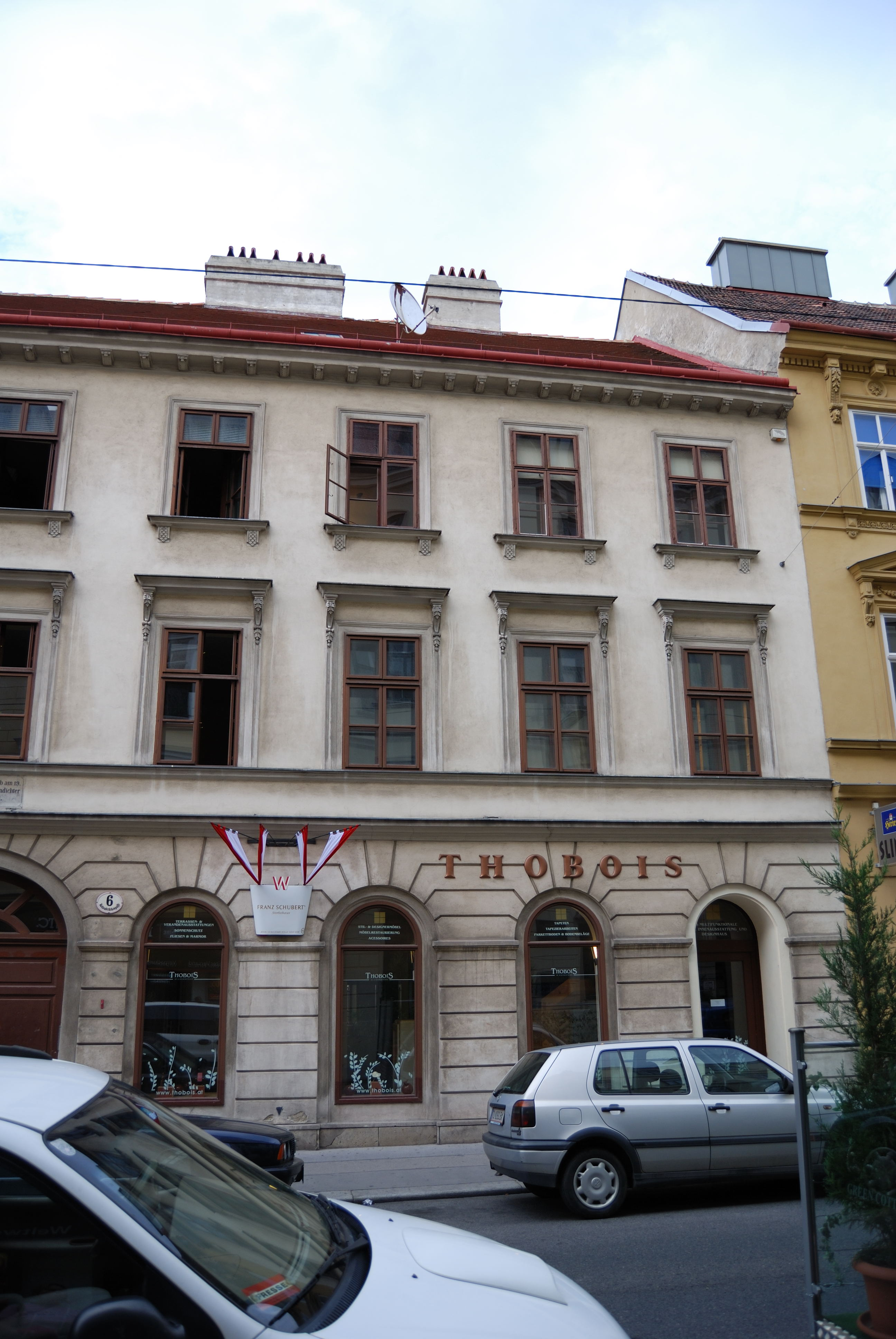
Huset där Schubert avled.
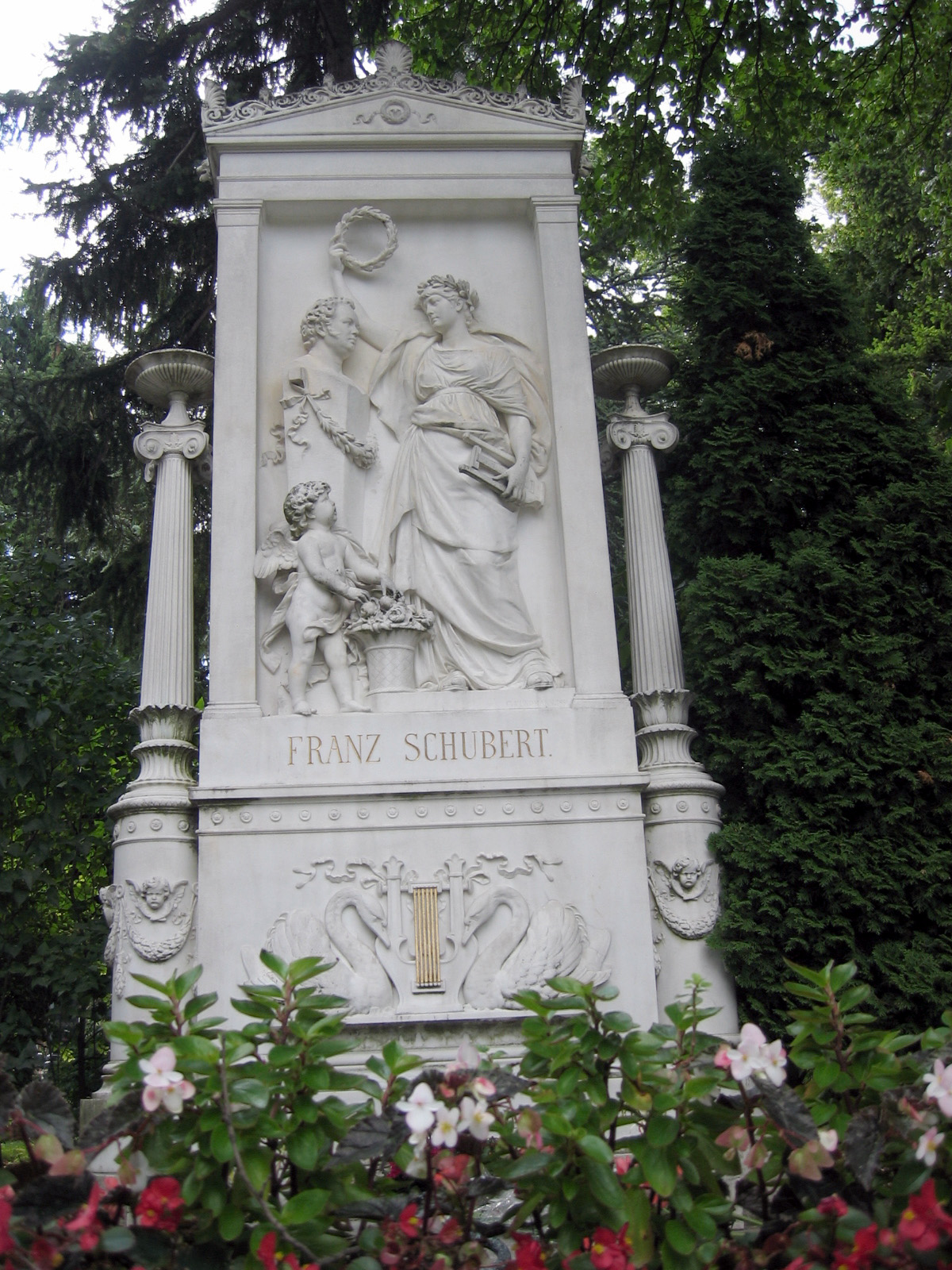
Schuberts grav på Wiener Zentralfriedhof.
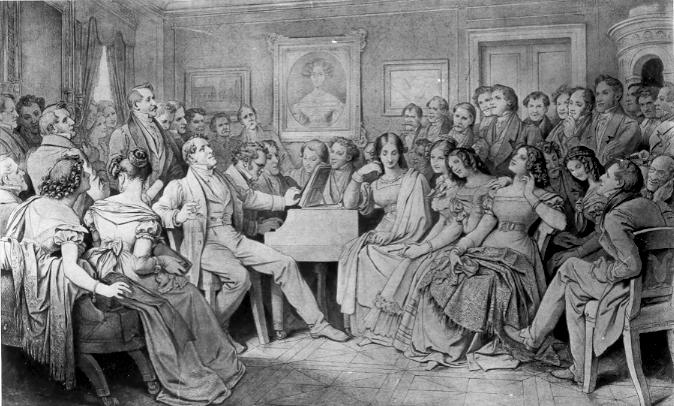
Schubertiad hos Joseph von Spaun, 1868 av Moritz von Schwind, tecknad ur minnet.
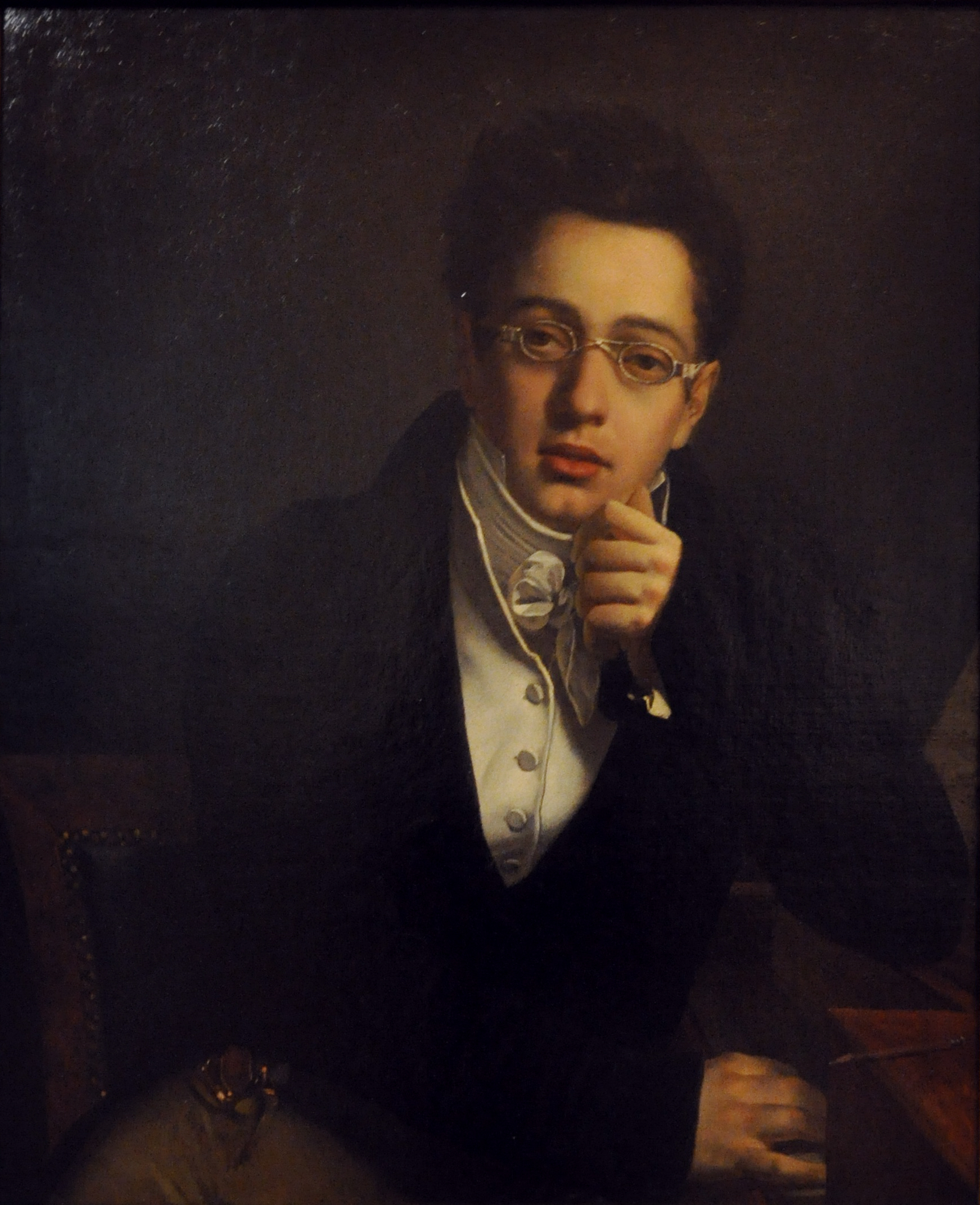
Målning av en ung Schubert i 17-årsåldern av konstnären Josef Abel.

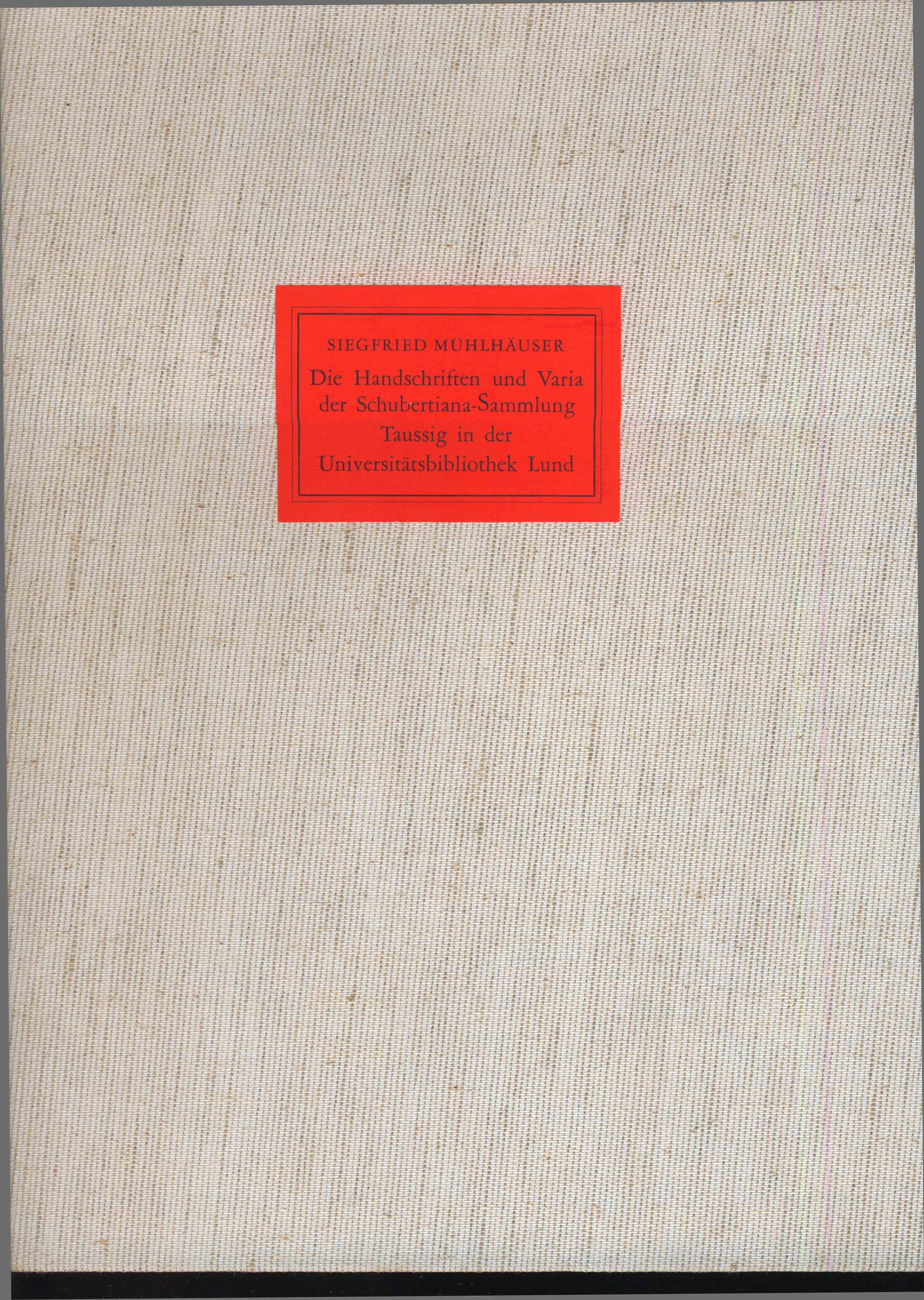
Otto Taussig's Collection Schubertiana (Lunds universitet – Catalogue by Siegfried Mühlhäuser)

## Verk
Se: Verklista för Franz Schubert

### Verk för scenen
Titel, kompositionsår, D-nr, plats och tidpunkt för uruppförandet, librettist
- Der Spiegelritter (ca 1811, D 11, ej framförd), fragment, sångspel, August von Kotzebue
- Des Teufels Lustschloß (1813/14, D 84, Hans Otto Theater Potsdam 1978), sagoopera, efter Joseph-Marie Loaisel de Tréogate av August von Kotzebue
- Der vierjährige Posten (1815, D 190, Hofoper Dresden 1896), sångspel, Theodor Körner
- Fernando (1815, D 220, ej framförd), sångspel, Albert Stadler
- Claudine von Villa Bella (1815, D 239, Wien 1913), fragment, sångspel, Johann Wolfgang Goethe
- Die Freunde von Salamanka (1815, D 326, Halle 1928), sångspel, Johann Mayrhofer
- Die Bürgschaft (1816, D 435, konsertant framförande: Wien 1908, sceniskt framförande: Universität Jena, 2005), fragment, opera, efter Friedrich Schillers ballad Die Bürgschaft, librettist okänd
- Adrast (1819/1820, D 137), lyrisk tragedi, Johann Mayrhofer
- Die Zwillingsbrüder (1818/1820, D 647, Hofoper Wien, 1820), komedi med sång, Georg von Hofmann
- Die Zauberharfe (1820, D 644, Theater an der Wien 1820), sagospel med musik, melodram, librettist okänd
- Lazarus (Wien 1820, D 689, Stadttheater Essen 1928), oratorium, August Hermann Niemeyer
- Sakontala, opera i tre akter (1820, D 701, fragment, endast delar av akt 1 och 2), Johann Philipp Neumann efter Kalidasa
- Alfonso und Estrella (1821/22, D 732, Hoftheater Weimar 1854), stor romantisk hjälteopera, Franz von Schober
- Die Verschworenen (1823, D 787, Stadttheater Frankfurt am Main im Comoedienhaus am Roßmarkt 1861), sångspel, Ignaz Franz Castelli
- Fierrabras (1823, D 796, Großherzogliches Hoftheater Karlsruhe 1897), romantisk hjälteopera, Josef Kupelwieser
- Rosamunde (1823, D 797, Theater an der Wien 1823), stort romantiskt skådespel, med körer, soli, orkester och dans, Helmina von Chézy
- Der Graf von Gleichen (1827/1828, D 918, Staatstheater Meiningen 1996), romantisk opera, Eduard von Bauernfeld

### Sakral musik
- Sex latinska mässor
- Deutsche Messe
- Två Stabat mater
- Mindre kompositioner för kyrkligt bruk (däribland ett stort Halleluja, en åttastämmig hymn för manskör med blåsorkester, Tantum ergo för solokvartett, kör och stor orkester)

### Lieder (sånger/romanser)
- ca 600 Lieder, däribland
  - Tonsättningar av texter av Goethe där Erlkönig är den mest kända, Heine, Hölty, Klopstock, Körner, Kosegarten, Leitner, Matthisson, Johann Mayrhofer, Ossian, Rückert, Schiller, bröderna August Wilhelm Schlegel och Friedrich Schlegel, Schober, Schubart, Schulze, Seidl och Stolberg.
  - Sångcyklerna Die schöne Müllerin och Winterreise (efter dikter av Wilhelm Müller)
  - Sångcykeln Schwanengesang
  - Sångcykeln Fräulein vom See (efter Walter Scotts "The Lady of the Lake")
  - Im Abendrot,  Erlkönig, Der Fischer, Die Forelle, Das Lied im Grünen, Heidenröslein, Gesänge des Harfners (tredelad), Der Jüngling am Bach, An den Mond (6 versioner), Der Schatzgräber, Der Tod und das Mädchen, Der Wanderer, Wanderer an den Mond, Zügenglöcklein; diverse versioner av vår-, höst-, vinter-, maj-, morgon-, afton-, kärleks-, längtans-, klago- och dryckessånger liksom vaggvisor (Ständchen).
  - Några sånger har texter på italienska, såsom "Penso che questo instante" efter en text av Pietro Metastasio liksom "Guarda, che binaca luna".

### Orkesterverk

#### Symfonier
- 12 symfonier (därav fem ofullbordade).

Mellan 1813 och 1818 skrev Schubert sex symfonier, numera kallade nr. 1–6. 1818 skissade han på en symfoni i fyra satser (symfoni nr. 7 i E-dur), nu nr. 7, men han orkestrerade bara den första satsen. 1822 skrev han och orkestrerade han två satser av en symfoni nr. 8 i h-moll, nu nr. 8, ”Den ofullbordade” och skissade på en tredje sats och eventuellt en finalsats. Under 1825 och 1826 fullbordade han den stora symfoni nr. 9, nu nr. 9. Det finns också ett stort antal utkast och fragment av andra symfonier och på 1970-talet upptäckte man bland dessa en nästan komplett tresatsig symfoni i D-dur från sommaren och hösten 1828. En konsertversion av denna symfoni finns instrumenterad av Brian Newbould och kallas symfoni nr. 10.
Den första av Schuberts symfonier som framfördes var den stora C-dursymfonin, nr. 9, på 1830-talet men kallades då av Schuberts bror Ferdinand för nr. 7. I den katalog över Schuberts verk som Alois Fuchs framställde på 1840-talet accepterades denna numrering och kallar också E-dursymfonin från 1818 för nr. 8. De två satserna av h-mollsymfonin framfördes inte förrän 1865 och George Grove gav den nr. 8 och lät E-dursymfonin bli nr. 7 och C-dursymfonin fick bli nr. 9. Trots att detta varit den vedertagna numreringen sedan dess, framför allt eftersom den följer den kronologiska kompositionsordningen, lever den gamla numreringen kvar i vissa sammanhang och C-dursymfonin kallas därmed ofta för nr. 7. Utöver detta föreslår Walther Dürr i sin reviderade Deutsch-katalog att E-dursymfonin inte bör ha något nummer alls, att den ofullbordade i h-moll ska vara nr. 7 och C-dursymfonin nr. 8.

#### Ouvertyrer
- 9 ouvertyrer (däribland de till Rosamunde, Fierrabras och Alfonso und Estrella)

#### Övriga orkesterverk

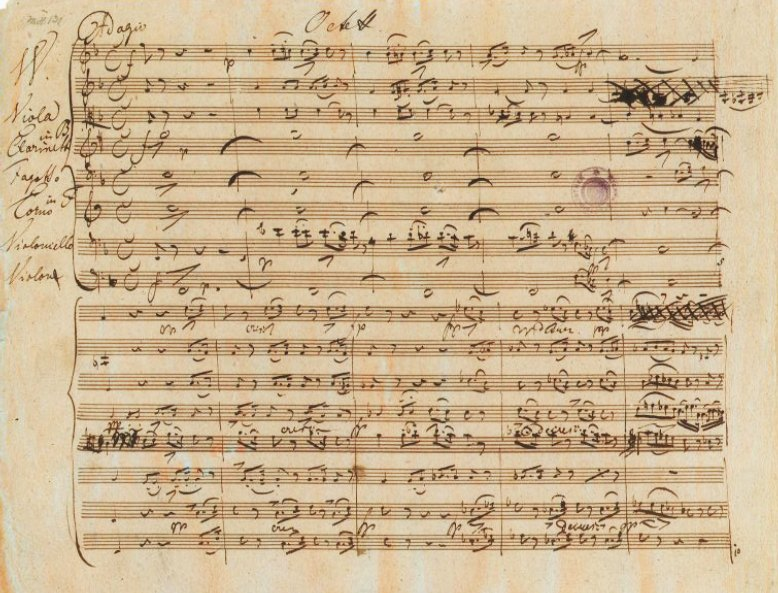
Autograf: Oktett F-dur D 803.

- Orkesterstycken (fragment) D 71c och D 94a
- Konsertstycke ("Concerto") för violin och orkester D-dur, D 345
- Rondo för violin och stråkorkester (stråkkvartett) A-dur, D 438
- Polonäs för violin och orkester Bb-dur, D 580

### Kammarmusik
- Forellkvintetten, för piano, violin, viola, cello och kontrabas (1819, publicerad: 1829).
- Stråkkvintett C-Dur D 956 (op. posth. 163)
- 12-15 stråkkvartetter
- 2 pianotrior och 2 enstaka satser för pianotrio
- 2 stråktrior
- 2 större duor och 3 mindre duor för piano och violin.
- Oktett för stråkar och blåsare

### Pianomusik
- 21 sonater, därav 12 fullbordade, förutom de sista tre (D 958, 959 och 960)
- Åtta impromptus i två cykler, D 899 och D 935, sex Moments musicaux, "Fünf Klavierstücke", D 459, och "Drei Klavierstücke", D 946
- Talrika verk för fyrhändigt piano (däribland Fantasie f-Moll, D 940, liksom de berömda "Marches militaires" D 733)
- 13 variationer över ett tema av Anselm Hüttenbrenner i a-moll, D 576
- Mindre stycken för pianosolo såsom Allegretto i C-dur, D 915, eller "Grazer Galopp", D 925